# MP-40
Maschinenpistole 40 (MP 40) je nemška brzostrelka iz obdobja druge svetovne vojne, ki je bila razvita iz MP 38.
Velikokrat je napačno poimenovana šmajser, po nemškem konstruktorju Hugu Schmeisserju, ki pa ni sodeloval pri razvoju tega modela, ampak naslednjega MP 41.
MP-40 je bila standardno orožje poveljnikov oddelkov in vodov v nemškem Wehrmachtu in ne vseh vojakov, kot je včasih prikazano v filmih.

## Galerija
- Nemški vojaki nekje v severni Evropi oboroženi z MP40.
- Partizanski kurirji, trije imajo MP40, levi pa MP41.
- Poljak med Varšavsko vstajo.
- Partizanska straža pri vojvodskem prestolu, maj 1945.
- Pripadnik nemških padalskih enot z MP40.
- Posvet nemških in domobranskih poveljnikov, 1944.
- Tudi Rusi so uporabljali zaseženo orožje.
- Francoska partizanka Nicole, ki je zajela 25 nemških vojakov pozira s svojo brzostrelko.
- MP 38, predhodnica MP 40.
- Različica MP 41, ta je imela fiksno leseno kopito.